# Villanueva del Trabuco
Villanueva del Trabuco est une commune de la province de Malaga dans la communauté autonome d'Andalousie en Espagne.

## Géographie
| Archidona              |                        |             |
|                        | Villanueva del Trabuco |             |
| Villanueva del Rosario |                        | Alfarnatejo |

## Démographie
La démographie de la ville :
| 1860  | 1877  | 1887  | 1900  | 1910  | 1920  | 1930  | 1940  | 1950  |
| ----- | ----- | ----- | ----- | ----- | ----- | ----- | ----- | ----- |
| 1 363 | 1 891 | 2 146 | 2 274 | 2 754 | 3 122 | 3 346 | 4 113 | 4 689 |

| 1960  | 1970  | 1981  | 1991  | 2001  | 2008  | - | - | - |
| ----- | ----- | ----- | ----- | ----- | ----- | - | - | - |
| 4 846 | 4 214 | 4 194 | 4 365 | 4 739 | 5 385 | - | - | - |